# Trichosanthes philippinensis
Trichosanthes philippinensis är en gurkväxtart som beskrevs av Rugayah. Trichosanthes philippinensis ingår i släktet Trichosanthes och familjen gurkväxter. Inga underarter finns listade i Catalogue of Life.